# Keratoprothetik
Keratoprothetik bezeichnet den Ersatz einer geschädigten Hornhaut durch eine Hornhautprothese.
Das Verfahren wird angewendet, wenn herkömmliche Therapien der defekten Hornhaut wie Transplantation einer Spenderhornhaut oder mechanische Bearbeitung aufgrund von Abstoßungsreaktionen durch das Immunsystem oder zu starke Schädigungen des Auges nicht in Frage kommen.
Erste Beschreibungen einer Keratoprothetik stammen aus dem Jahr 1789 durch Pellier de Quengsy. Besondere Verdienste um die Entwicklung und Verfeinerung der Keratoprothetik in Deutschland werden Gerd Sommer (1906–1988) aus Zittau zugesprochen.

## Verfahren
Nach Grad der Zerstörung der Augenstruktur gestaffelt:

### Osteo-Odonto-Keratoprothese
Die Frontpartie des massiv geschädigten Auges wird mit Schleimhaut aus der Wange überdeckt, gleichzeitig wird ein Zahn mitsamt einem Teil des Kieferknochen entnommen und aus der Mitte eine dünne Scheibe präpariert. In den Teil des Zahnes wird ein Loch gebohrt und darin eine zylindrische Optik aus Kunststoff befestigt. Danach wird die Prothese in die Wange implantiert, um die Bildung von versorgendem Gewebe um den Zahn und das Knochenstück zu ermöglichen.
Nach einigen Monaten wird die Prothese entnommen und im Auge unter der transplantierten Wangenschleimhaut verankert sowie für die zylindrische Optik ein Loch präpariert. Dadurch kann wieder Licht an die Netzhaut gelangen. Diese Prothese ersetzt Kornea, Iris und Linse.

### Boston KPro
Es handelt sich um eine zylindrische Kunststoffoptik, die vor der Implantation durch ein Loch in einer Spenderhornhaut gesteckt und dann von hinten mit einer dünnen, gelochten Titanscheibe fixiert wird.
Das Implantat wird durch den „Ring“ aus Spenderhornhaut mit dem Rand der beschädigten Kornea des Patienten vernäht und ersetzt gleichzeitig die Linse.

### Synthetische Korneae
Es existieren diverse Ansätze zur Herstellung von Hornhautprothesen aus Kunststoffen. Meist wird eine optische Linse mit einem Teil umgeben, welcher das Einwachsen in eine noch intakte Augenstruktur gewährleisten soll. Bekannte Systeme sind z. B. AlphaCor, ArtCornea und TexKpro. Die Implantation bei einwachsenden Systemen erfolgt fast immer unter der beschädigten Kornea.
Nach dem Einwachsen der Prothese wird dann die beschädigte Kornea über dem optischen Teil der Prothese entfernt.